# Patti D’Arbanville

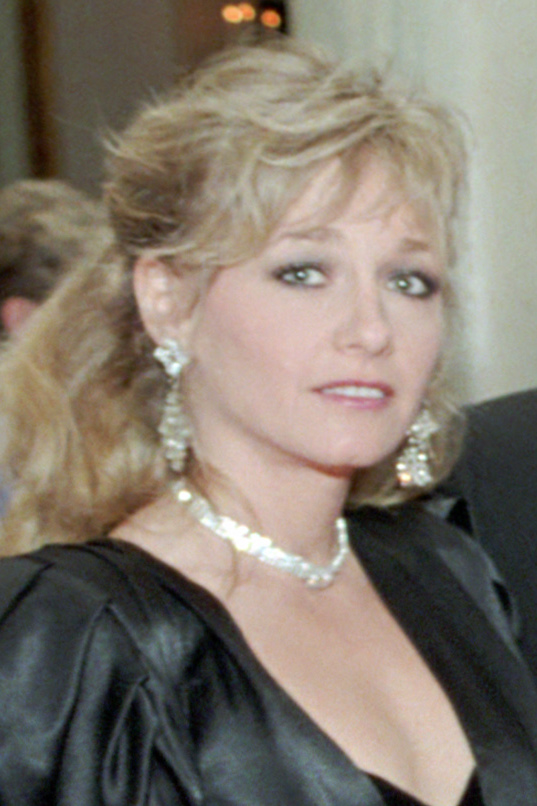
Patti D’Arbanville, 1985

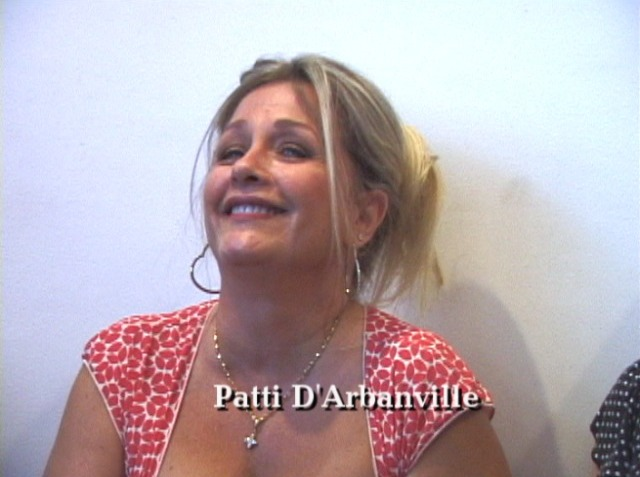
Patti D’Arbanville, 2007

Patricia „Patti“ D’Arbanville (* 25. Mai 1951 in New York) ist eine US-amerikanische Schauspielerin.

## Leben
D’Arbanville debütierte als Teenager in dem Erotikfilm Flesh (1968) von Paul Morrissey und Andy Warhol. Gérard Brach besetzte sie kurz darauf neben Michel Simon und Paul Préboist für seinen Film La Maison. In David Hamiltons Debütfilm Bilitis (1977) erhielt sie die Hauptrolle und Lob für ihr einfühlsames Spiel. In der Komödie Was, du willst nicht? (1979) trat sie an der Seite von Barbra Streisand, Kristine DeBell und Ryan O’Neal auf. In der Komödie Schatz, du strahlst ja so! (1981) spielte sie neben Chevy Chase eine der Hauptrollen. In dem Thriller Blind Rage (1985) war sie neben Charlie Sheen zu sehen. Größere Rollen spielte sie neben Molly Ringwald und Ben Stiller in dem Filmdrama Zärtliche Liebe (1988) sowie an der Seite von Robert De Niro und Wesley Snipes in dem Thriller The Fan (1996).
1998 bis 2000 trat D’Arbanville in einigen Folgen der Fernsehserie Springfield Story auf; sie war deshalb im Jahr 2000 für den Soap Opera Digest Award nominiert.
Patti D’Arbanville inspirierte den Musiker Cat Stevens, mit dem sie Ende der 1960er Jahre liiert war, zu den Liedern Lady D’Arbanville, Hard-Headed Woman und Wild World. Danach war sie dreimal verheiratet, jeweils mit Schauspielern: von 1976 bis 1977 mit Roger Mirmont, 1980–1981 mit Steve Curry sowie 1993–2000 mit Terry Quinn, mit dem sie drei Kinder hat. Außerdem ist sie die Mutter von Jesse Johnson (* 1982), dem ältesten Sohn von Don Johnson.

## Filmografie (Auswahl)
- 1968: Flesh
- 1970: La Maison (R: Gérard Brach)
- 1975: Rancho Deluxe (Rancho Deluxe)
- 1977: Bilitis
- 1978: Tag der Entscheidung (Big Wednesday)
- 1979: Flucht in die Zukunft (Time after Time)
- 1979: Was, du willst nicht? (The Main Event)
- 1980: Barnaby Jones (Fernsehserie, 1 Folge)
- 1981: Schatz, du strahlst ja so! (Modern Problems)
- 1984: Mord ist ihr Hobby (Murder, She Wrote, Fernsehserie, 1 Folge)
- 1985: Was für ein Genie (Real Genius)
- 1985: Blind Rage (The Boys Next Door)
- 1985: Miami Vice (Kampf der Veteranen)
- 1988: Zärtliche Liebe (Fresh Horses)
- 1989: Belushi – Wired (Wired)
- 1990: Snow Kill
- 1996: The Fan
- 1997: Ein Vater zuviel (Fathers’ Day)
- 1998: Celebrity – Schön. Reich. Berühmt. (Celebrity)
- 1998–2000: Springfield Story (The Guiding Light, Fernsehserie)
- 2000–2005: Third Watch – Einsatz am Limit (Third Watch, Fernsehserie)
- 2003: A Tale of Two Pizzas
- 2006: World Trade Center
- 2007: Verführung einer Fremden (Perfect Stranger)
- 2010: Der letzte Gentleman (The Extra Man)
- 2010: Morning Glory
- 2017: The Sinner (Fernsehserie)
- 2018–2020: Billions (Fernsehserie)